# لوون زورابیان
لوون زورابیان (ارمنی: Լևոն Զուրաբյան؛ انگلیسی: Levon Zourabian؛ زادهٔ ۹ مارس ۱۹۶۴) سیاست‌مدار اهل ارمنستان است.
در سال ۱۹۸۵ از دپارتمان فیزیک نظری دانشگاه دولتی ایروان فارغ‌التحصیل شد. وی بین سال‌های ۱۹۸۹ تا ۱۹۹۱ در مؤسسه فیزیک ایروان به عنوان پژوهشگر فعالیت می‌کرد. تحقیقات خویش را که در باب ابرتقارن و نظریه میدان‌های کوانتومی انجام داده بود در غالب مقالاتی به چاپ رسانید. در سال ۱۹۸۸ در جنبش قره‌باغ به فعالانه شرکت نمود. در سال ۱۹۹۱ به عنوان دستیار اولین رئیس‌جمهور ارمنستان لوون تر-پتروسیان برگزیده شد و در سال ۱۹۹۴ به عنوان سرپرست دفتر رسانه ای ریاست جمهوری برگزیده شد. در سال ۱۹۹۸ به دنبال استعفای لوون تر-پتروسیان وی نیز استفعا داد. وی از تاریخ ۲۰۱۲ تا تاریخ ۲۰۱۷ نمایندگی دوره پنجم مجلس ملی جمهوری ارمنستان را برعهده داشت.